# Gare de La Réole
Gare de La Réole vasútállomás Franciaországban, La Réole településen.

## Vasútvonalak
Az állomást az alábbi vasútvonalak érintik:
- Bordeaux–Sète-vasútvonal

## Kapcsolódó állomások
A vasútállomáshoz az alábbi állomások vannak a legközelebb:
- Gare de Gironde (Gare de Bordeaux-Saint-Jean, Bordeaux–Sète-vasútvonal)
- Gare de Lamothe-Landerron (Gare de Sète, Bordeaux–Sète-vasútvonal)